# Olympische Winterspiele 1980/Ski Alpin
Bei den XIII. Olympischen Spielen 1980 in Lake Placid fanden sechs Wettbewerbe im Alpinen Skisport statt. Austragungsort sämtlicher Rennen war Whiteface Mountain. Die drei Erstplatzierten in der Abfahrt, im Riesenslalom und im Slalom erhielten nebst den Olympiamedaillen auch Weltmeisterschaftsmedaillen, da diese Wettbewerbe gleichzeitig als 26. Alpine Skiweltmeisterschaften gewertet wurden. In der Alpinen Kombination wurden nur WM-Medaillen verliehen.

## Vorwürfe gegen die Skiindustrie
Es gab im Vorfeld noch Manipulationsvorwürfe gegen die Industrie. Es hieß, die Ausrüster (vor allem Skihersteller) würden bestimmten Läufern/Läuferinnen schnellere und anderen langsamere Skier zur Verfügung stellen und damit die Resultate beeinflussen. Vor allem Irene Epple mit einem österreichischen Produkt hatte langsame Zeiten erzielt, was diese Zweifel hatten aufkommen lassen.

## Olympische Bilanz

### Medaillenspiegel
| Platz | Land               | Gold | Silber | Bronze | Gesamt |
| ----- | ------------------ | ---- | ------ | ------ | ------ |
| 1     | Liechtenstein      | 2    | 2      | –      | 4      |
| 2     | Österreich         | 2    | 1      | 1      | 4      |
| 3     | Schweden           | 2    | –      | –      | 2      |
| 4     | BR Deutschland     | –    | 2      | –      | 2      |
| 5     | Vereinigte Staaten | –    | 1      | –      | 1      |
| 6     | Schweiz            | –    | –      | 3      | 3      |
| 7     | Frankreich         | –    | –      | 1      | 1      |
| 7     | Kanada             | –    | –      | 1      | 1      |

### Medaillengewinner
| Konkurrenz   | Gold             | Silber            | Bronze          |
| ------------ | ---------------- | ----------------- | --------------- |
| Abfahrt      | Leonhard Stock   | Peter Wirnsberger | Steve Podborski |
| Riesenslalom | Ingemar Stenmark | Andreas Wenzel    | Hans Enn        |
| Slalom       | Ingemar Stenmark | Phil Mahre        | Jacques Lüthy   |

| Konkurrenz   | Gold                  | Silber            | Bronze             |
| ------------ | --------------------- | ----------------- | ------------------ |
| Abfahrt      | Annemarie Moser-Pröll | Hanni Wenzel      | Marie-Theres Nadig |
| Riesenslalom | Hanni Wenzel          | Irene Epple       | Perrine Pelen      |
| Slalom       | Hanni Wenzel          | Christa Kinshofer | Erika Hess         |

## Ergebnisse Männer

### Abfahrt
| Platz | Land | Sportler          | Zeit (min) |
| ----- | ---- | ----------------- | ---------- |
| 1     | AUT  | Leonhard Stock    | 1:45,50    |
| 2     | AUT  | Peter Wirnsberger | 1:46,12    |
| 3     | CAN  | Steve Podborski   | 1:46,62    |
| 4     | SUI  | Peter Müller      | 1:46,75    |
| 5     | USA  | Pete Patterson    | 1:47,04    |
| 6     | ITA  | Herbert Plank     | 1:47,13    |
| 7     | AUT  | Werner Grissmann  | 1:47,21    |
| 8     | URS  | Waleri Zyganow    | 1:47,34    |
| 9     | AUT  | Harti Weirather   | 1:47,70    |
| 10    | CAN  | Dave Murray       | 1:47,95    |
|       |      |                   |            |
| 18    | SUI  | Urs Räber         | 1:49,16    |
| 20    | LIE  | Andreas Wenzel    | 1:49,71    |
| 23    | FRG  | Michael Veith     | 1:50,00    |
| 24    | SUI  | Erwin Josi        | 1:50,03    |

Datum: 14. Februar, 11:30 Uhr

Start: 1313 m, Ziel: 481 m

Höhendifferenz: 832 m, Streckenlänge: 3009 m

Tore: 34
Olympiasieger 1976: Franz Klammer (AUT) – nicht im österreichischen Olympiaaufgebot / Weltmeister 1978: Josef Walcher (AUT) – nicht aufgestellt
47 Teilnehmer, davon 42 in der Wertung. Ausgeschieden u. a.: Ken Read (CAN), Toni Bürgler (SUI).
Das Rennen begann nicht mit dem als Nr. 1 ausgelosten Harti Weirather, sondern mit sechs sogenannten Sternchenfahrern (mit Nr. 42 ging der Bolivianer Scott Alan Sánchez als Erster auf die Strecke). Bei Temperaturen von minus 10 °C hatte es ein leichtes Schneetreiben gegeben. Aber auch die Nr. 1 war an diesem Tag eine schlechte Nummer, Weirather hatte keine Chance auf eine gute Zeit.
Favorits waren auf Grund des aktuellen Weltcuppunktestandes Peter Müller, der mit 96 Zählern vor Ken Read (81) und Harti Weirather (64) führte. Hinter Walcher und Håker (je 60) waren Wirnsberger (57) und Plank (56); der Nächste war – weit distanziert – Podborski (23) – und Stock hatte auf Grund seiner Verletzungsstory nur einmal (im ersten Rennen von Wengen) mit Rang 5 elf Zähler geerntet gehabt. Er war vom ÖSV praktisch nur als Ersatzmann nominiert worden, konnte aber bei den Trainings und internen Qualifikationen Bestzeiten aufstellen, worauf er an den Start gehen durfte, womit der eigentlich vorgesehen gewesene Josef Walcher zusehen musste. Für Stock war es überhaupt der erste Sieg in einem großen Rennen gewesen. Franz Klammer, der Olympiasieger am Patscherkofel 1976, war wegen fast permanent mangelnder Weltcup-Ergebnisse nicht im österreichischen Aufgebot.

### Riesenslalom
| Platz | Land | Sportler            | Zeit (min) |
| ----- | ---- | ------------------- | ---------- |
| 1     | SWE  | Ingemar Stenmark    | 2:40,74    |
| 2     | LIE  | Andreas Wenzel      | 2:41,49    |
| 3     | AUT  | Hans Enn            | 2:42,51    |
| 4     | YUG  | Bojan Križaj        | 2:42,53    |
| 5     | SUI  | Jacques Lüthy       | 2:42,75    |
| 6     | ITA  | Bruno Nöckler       | 2:42,95    |
| 7     | SUI  | Joël Gaspoz         | 2:43,05    |
| 8     | YUG  | Boris Strel         | 2:43,24    |
| 9     | URS  | Alexander Schirow   | 2:44,07    |
| 10    | USA  | Phil Mahre          | 2:44,33    |
|       |      |                     |            |
| 13    | AUT  | Christian Orlainsky | 2:44,70    |
| 17    | FRG  | Frank Wörndl        | 2:45,58    |
| 18    | AUT  | Anton Steiner       | 2:45,76    |
| 20    | FRG  | Albert Burger       | 2:46,12    |
| 26    | AUT  | Leonhard Stock      | 2:47,40    |

Spezifizierung Top Ten:

Stenmark: 1:20,49/1:20,25

Wenzel: 1:20,17/1:21,32

Enn: 1:20,31/1:22,20

Križaj: 1:21,28/1:21,25

Lüthy: 1:21,55/1:21,20

Nöckler: 1:20,99/1:21,96

Gaspoz: 1:21,10/1:21,95

Strel: 1:21,45/1:21,79

Schirow: 2:44,07 – 1:31:21,53/1:22,54

Phil Mahre: 2:44,33 – 1:21,74/1:22,59
Weitere wichtige Läufer:

11. Jarle Halsnes (NOR) 2:44,49 – 1:21,64/1:22,85

12. Jure Franko (YUG) 2:44,63 – 1:21,50/1:23,13

13. Orlainsky 2:44,70 – 1:21,92/1:22,78

15. ex aequo Steve Mahre (USA) 2:44,94 – 1:21,86/1:23,08 & Wladimir Andrejew (URS) 1:22,19/1:22,75

17. Wörndl 2:45,58 – 1:21,70/1:23,88

18. Steiner 2:45,76 – 1:21,93/1:23,83

19. Bohumír Zeman (ČSSR) 2:45,96 – 1:22,25/1:23,71

20. Burger 2:46,12 – 1:22,59/1:23,53

22. Francisco Fernández Ochoa (SPA) 2:46,58 – 1:23,11/1:23,47

26. Stock 2:47,40 1:22,97/1:24,43

27. Petar Popangelow (BUL) 2:48,12 – 1:23,80/1:24,32

28. Stig Strand (SWE) 2:48,62 – 1:23,37/1:25,25

34. Sepp Ferstl (FRG) 2:53,03 – 1:25,86/1:27,17

39. Konrad Bartelski (GBR) 2:57,70 – 1:27,71/1:29,99
1. Lauf: 18. Februar, 11:00 Uhr

Piste: „Parkway“

Start: 876 m, Ziel: 481 m

Höhendifferenz: 395 m, Streckenlänge: 1354 m

Tore: 56
Laufzeiten: 1) Wenzel 1:20,17; 2) Enn 1:20,31; 3) Stenmark 1:20,49; 4) Nöckler 1:20,99; 5) Gaspoz 1:21,10; 6) Zyganow 1:21,22; 7) Križaj 1:21,28; 8) Strel 1:21,45; 9) Jure Franko 1:21,50; 10) Schirow 1:21,53; 11) Lüthy 1:21,55; weiters 13 Wörndl 1:21,70; 14) Phil Mahre 1:21,74; 15 Steve Mahre 1:21,86; 16) Orlainsky 1:21,92; 17) Anton Steiner 1:21,93; 19) Gros 1:22,15; 23) Burger 1:22,59; 26) Stock 1:22,97; 34) Ferstl 1:25,86.
2. Lauf: 19. Februar, 11:00 Uhr

Piste: „Truway“

Start: 876 m, Ziel: 481 m

Höhendifferenz: 395 m, Streckenlänge: 1303 m

Tore: 55
Laufzeiten: 1) Stenmark 1:20,25; 2) Lüthy 1:21,20; 3) Križaj 1:21,25; 4) Wenzel 1:21,32; 5) Strel 1:21,79; 6) Gaspoz 1:21,95; 7) Nöckler 1:21,96; 8) Enn 1:22,20; 9) Schirow 1:22,54: 10) Phil Mahre 1:22,59; weiters 12) Orlainsky 1:22,78; 17) Ochoa 1:23,47; 18) Burger 1:23,53; 20) Anton Steiner 1:23,83; 21) Wörndl 1:23,88; 22) Steve Mahre 1:23,98; 27) Stock 1:24,43; 33) Ferstl 1:27,1
Olympiasieger 1976: Heini Hemmi (SUI) – Karriere beendet / Weltmeister 1978: Ingemar Stenmark (SWE)
78 Teilnehmer, davon 54 in der Wertung. Ausgeschieden u. a.: 1. Lauf: Jean-Luc Fournier (SUI), Peter Lüscher (SUI), Mauro Bernadi (ITA); disqu.: Paul Frommelt (LIE).
2. Lauf: Piero Gros (ITA), Waleri Zyganow (URS), Jože Kuralt (YUG).
Stenmark war der klare Favorit, denn er hatte die bisher drei Weltcupprüfungen gewonnen und führte mit 75 Punkten vor Lüthy (51) und Križaj 35; auf Rang 5 lag Enn (27), auf 10 Wenzel (14). Sieger Stenmark war bereits im ersten Lauf vorerst deutlich voran gelegen, aber in Zielnähe in Schwierigkeiten geraten – so ergab es sich, dass von der letzten Zwischenzeit weg Enn in 28,46 s vor Wenzel in 28,73 s der Schnellste war, während der Schwede nur mit 29,52 s gemessen wurde – und damit „nur“ Laufdritter wurde. – Schon im ersten Lauf schieden Fournier, Bernadi und Lüscher (dieser durch Sturz kurz vor dem Ziel) aus.
Da der zweite Lauf mit der «Super-Bibbo-Regel» gestartet worden war, schienen vorerst die Medaillenränge vergeben zu sein, jedoch musste Hans Enn plötzlich zittern: Der Sechstplatzierte Waleri Zyganow wies die zweitbeste Zwischenzeit auf, stürzte aber im vorletzten Tor; es folgte gleich Križaj, der um 0,02 s am Podest scheiterte.

### Slalom
| Platz | Land | Sportler             | Zeit (min) |
| ----- | ---- | -------------------- | ---------- |
| 1     | SWE  | Ingemar Stenmark     | 1:44,26    |
| 2     | USA  | Phil Mahre           | 1:44,76    |
| 3     | SUI  | Jacques Lüthy        | 1:45,06    |
| 4     | AUT  | Hans Enn             | 1:45,12    |
| 5     | FRG  | Christian Neureuther | 1:45,14    |
| 6     | BUL  | Petar Popangelow     | 1:45,40    |
| 7     | AUT  | Anton Steiner        | 1:45,41    |
| 8     | ITA  | Gustav Thöni         | 1:45,99    |
| 9     | URS  | Wladimir Andrejew    | 1:46,65    |
| 10    | FRG  | Frank Wörndl         | 1:47,19    |
|       |      |                      |            |
| 12    | LIE  | Andreas Wenzel       | 1:47,80    |
| 18    | AUT  | Leonhard Stock       | 1:50,41    |
| 23    | SUI  | Jean-Luc Fournier    | 1:53,48    |
| 25    | FRG  | Sepp Ferstl          | 1:59,30    |

Spezifizierung Top Ten:

01 Stenmark 53,89/50,37

02 Phil Mahre 53,31/51,45

03 Lüthy 53,70/51,36

04 Enn 53,70/51,42

05 Neureuther 54,37/50,77

06 Popangelow 54,84/50,56

07 Steiner 54,56/50,85

08 Gustav Thöni 54,79/51,20

09 Andrejew (URS) 106,65 – 54,97/51,68

10. Wörndl 107,19 – 55,30/51,89
Weitere wichtige Läufer:

11. Paul Arne Skajem (NOR) 107,21 – 55,11/52,10

12. Wenzel 107,80 – 54,63/53,17

13. Jože Kuralt (YUG) 107,99 – 55,05/52,94

14. Bohumír Zeman (ČSSR) 108,87 – 56,56/52,31

18. Stock 110,41 – 56,43/53,98

22. Francisco Fernández Ochoa (SPA) 111,61 – 57,31/54,30

23. Fournier 113,48 – 58,95/54,53

25. Ferstl 119,30 – 61,77/57,53

Datum: 22. Februar, 10:00 Uhr

Start: 876 m, Ziel: 667 m

Höhendifferenz: 209 m, Streckenlänge: 549 m

Tore: 66 (1. Lauf), 60 (2. Lauf)
Olympiasieger 1976: Piero Gros (ITA) / Weltmeister 1978: Ingemar Stenmark (SWE).
Rangliste erster Lauf: 1) Phil Mahre 53,81; 2) ex aequo Lüthy & Enn 53,70; 4) Stenmark 53,89; 5) Neureuther 54,37; 6) Anton Steiner 54,56, 7) Wenzel 54,63; 8) Thöni 54,79; 9) Popangelow 54,84; 10) Andrejew 54,97; 11) Kuralt 55,05; weiters 13) Wörndl 55,30; 14) Bernardi 55,40; 15) Strel 55,44; 16) Strand 55,64; 18) Stock 56,43; 24) Burger 56,98; 26) Ochoa 57,31; 28) Fournier 58,95; 30) Ferstl 61,77

Rangliste zweiter Lauf: 1) Stenmark 50,37; 2) Popangelow 50,56; 3) Neureuther 50,77; 4) Anton Steiner 50,85; 5) Thöni 51,20; 6) Lüthy 51,46; 7) Enn 51,42; 8) Phil Mahre 51,45; 9) Andrejew 51,68; 10) Wörndl 51,89; weiters 13) Kuralt 52,94; 14) Wenzel 53,17; 18) Stock 53,98; 20) Ochoa 54,30; 24) Ferstl 57,53
79 Teilnehmer, davon 37 in der Wertung. Ausgeschieden u. a.: 1. Lauf: Joël Gaspoz, Peter Lüscher (beide SUI), Steve Mahre (USA), Bruno Nöckler, Paolo De Chiesa (beide ITA), Alexander Schirow (URS), Paul Frommelt (LIE), Konrad Bartelski (GBR); disqualifiziert: Christian Orlainsky (AUT), Bojan Križaj (YUG).

2. Lauf: Mauro Bernardi (ITA), Boris Strel (YUG), Stig Strand (SWE); disqualifiziert: Albert Burger (FRG).
Zwar galt Stenmark bei den Skijournalisten auch für den Slalom als «Goldfavorit», jedoch waren die bisherigen fünf Saisonslaloms hart umstritten gewesen (es hatte im Gegensatz zum Riesenslalom «nur» zwei Stenmark-Siege gegeben), was sich in der Rangliste mit 88 zu den 85 Punkten von Križaj niederschlug; die weiteren Plätze wurden von Wenzel (51) und Lüthy (43) eingenommen – Phil Mahre lag mit 29 Punkten auf Rang 10.

Der Schwede als Vierter nach dem ersten Lauf kam aber noch zu einem deutlichen Sieg. Die Bilanz der Österreicher war „trotz“ der möglich gewesenen Medaille für Enn (0,06 s zurück – die aber anderseits durch das Glück aus dem vorherigen Riesenslalom, als er Bronze mit 0,02 s gesichert hatte, kompensiert war) zufriedenstellend, wobei Orlainsky durch seinen Konzentrationsfehler knapp vor dem Ziel im ersten Lauf (es hätte Laufbestzeit geben können) eine große Chance vertan hatte. Leonhard Stock fuhr zwei Sicherheitsläufe, um sich Kombinationsbronze zu holen. Eigentlich hatte Križaj im ersten Durchgang die viertbeste Zeit erzielt, aber einen Torfehler wegen eines Einflusses von außen begangen; die jugoslawische Teamführung erhob jedoch keinen Einspruch (welche die eventuelle Möglichkeit einer Laufwiederholung beinhaltet hätte; dieser Vorfall erinnerte an Grenoble 1968, als Karl Schranz ein ähnliches Missgeschick widerfahren war). Für das Schweizer Team bedeutete Lüthys Bronzemedaille die erste Herrenmedaille in einem Olympiaslalom seit Edy Reinalters Gold 1948.

## Ergebnisse Frauen

### Abfahrt
| Platz | Land | Sportlerin                | Zeit (min) |
| ----- | ---- | ------------------------- | ---------- |
| 1     | AUT  | Annemarie Moser-Pröll     | 1:37,52    |
| 2     | LIE  | Hanni Wenzel              | 1:38,22    |
| 3     | SUI  | Marie-Theres Nadig        | 1:38,36    |
| 4     | USA  | Heidi Preuss              | 1:39,51    |
| 5     | CAN  | Kathy Kreiner             | 1:39,53    |
| 6     | AUT  | Ingrid Eberle             | 1:39,63    |
| 7     | NOR  | Torill Fjeldstad          | 1:39,69    |
| 7     | USA  | Cindy Nelson              | 1:39,69    |
| 9     | FRG  | Marianne Zechmeister      | 1:39,96    |
| 10    | TCH  | Jana Gantnerová-Šoltýsová | 1:40,71    |
| 11    | SUI  | Bernadette Zurbriggen     | 1:40,74    |
|       |      |                           |            |
| 17    | FRG  | Evi Mittermaier           | 1:41,26    |
| 17    | SUI  | Doris De Agostini         | 1:41,26    |
| 19    | FRG  | Irene Epple               | 1:41,68    |
| 20    | SUI  | Annemarie Bischofberger   | 1:41,93    |
| 21    | FRG  | Monika Bader              | 1:41,96    |
| 22    | AUT  | Cornelia Pröll            | 1:42,44    |
| 23    | LIE  | Petra Wenzel              | 1:42,50    |

Sonstige wichtige Platzierungen: 10. Jana Šoltýsová (ČSSR) 1:40,71; 11. Laurie Graham (CAN) 1:40,74; 14. Holly Flanders (USA) 1:40,96
Datum: 17. Februar, 11:30 Uhr

Start: 1181 m, Ziel: 481 m

Höhendifferenz: 700 m, Streckenlänge: 2698 m

Tore: 34
Olympiasiegerin 1976: Rosi Mittermaier (FRG) – Karriere bereits beendet; Weltmeisterin 1978: Annemarie Moser-Pröll (AUT)
28 Teilnehmerinnen, davon 27 in der Wertung. Ausgeschieden: Caroline Attia (FRA).
Die Saisonbilanz von Marie-Theres Nadig, welche bis zur Abfahrt hier am Whiteface Mountain sechs der möglichen sieben Gesamtsiege (diesen anderen Sieg hatte sich Moser-Pröll geholt) mit dem Maximum von 125 Zählern gegenüber der Österreicherin (100) vorangelegen war, verdeutlichte deren Favoritenstellung. Hanni Wenzel lag mit 66 Punkten auf Rang 3.

Das letzte Training hatte Nadig in 1:46,76 vor Moser-Pröll (1:47,04), Preuss (1:48,01), De Agostini (1:48,29), Conny Pröll (1:48,58), Irene Epple (1:48,65), Flanders (1:48,81), Nelson (1:48,97), Bernadette Zurbriggen (1:49,26) und Wenzel (1:49,30) gewonnen, jedoch war Moser-Pröll den Schlussteil aufrecht und mit Schwüngen gefahren. Das Rennen fand bei 20 Grad Kälte statt – und diese Kälte multiplizierte sich auf der Fahrt, wo es Sturmböen mit 50 km/h gab. Vorerst hatte sogar eine Rennverschiebung gedroht, ehe die Jury den Start zur geplanten Zeit freigab. In den ersten Statements erklärte Nadig, dass sie der starke Gegenwind im mittleren Teil eine Sekunde gekostet habe.

### Riesenslalom
| Platz | Land | Sportlerin            | Zeit (min) |
| ----- | ---- | --------------------- | ---------- |
| 1     | LIE  | Hanni Wenzel          | 2:41,66    |
| 2     | FRG  | Irene Epple           | 2:42,12    |
| 3     | FRA  | Perrine Pelen         | 2:42,41    |
| 4     | FRA  | Fabienne Serrat       | 2:42,42    |
| 5     | FRG  | Christa Kinshofer     | 2:42,63    |
| 6     | AUT  | Annemarie Moser-Pröll | 2:43,19    |
| 7     | USA  | Christin Cooper       | 2:44,71    |
| 8     | FRG  | Maria Epple           | 2:45,56    |
| 9     | CAN  | Kathy Kreiner         | 2:45,75    |
| 10    | ITA  | Claudia Giordani      | 2:46,27    |
|       |      |                       |            |
| 14    | AUT  | Ingrid Eberle         | 2:47,42    |
| 16    | SUI  | Brigitte Nansoz       | 2:48,20    |
| 19    | LIE  | Petra Wenzel          | 2:49,03    |

Spezifizierung der Top Acht:

01 Hanni Wenzel 1:14,33/1:27,33

02 Irene Epple 1:14,75/1:27,37

03 Pelen 1:15,45/1:26,96

04 Serrat 1:15,43/1:26,99

05 Kinshofer 1:15,19/1:27,44

05 Moser-Pröll 1:15,64/1:27,55

07 Cooper 1:16,61/1:28,10

08 Maria Epple 1:16,20/1:29,36
Weitere wichtige Läuferinnen und beste ihrer Nationen:

9. Kathy Kreiner (CAN) 2:45,75 – 1:17,19/1:28,56

10. Claudia Giordani (ITA) 2:46,27 – 1:17,72/1:28,55

13. Cindy Nelson (USA) 2:47,32 – 1:17,42/1:29,90

14. Eberle 2:47,42 – 1:18,18/1:29,24

15. Ann Melander (SWE) 2:47,63 – 1:16,84/1:30,79

16. Nansoz 2:48,20 – 1:18,09/1:30,11

18. Blanca Fernández Ochoa (SPA) 2:48,99 – 1:18,37/1:30,62

19. Petra Wenzel 2:49,03 1:18,75/1:30,28

20. Metka Jerman (YUG) 2:49,21 – 1:18,79/1:30,42

21. Jana Gantnerová-Šoltýsová (ČSSR) 2:49,65 – 1:18,60/1:31,05

22. Torill Fjeldstad (NOR) 2:49,66 – 1:18,26/1:31,40
1. Lauf: 20. Februar, 11:00 Uhr

Piste: „Parkway“

Start: 845 m, Ziel: 481 m

Höhendifferenz: 364 m, Streckenlänge: 1231 m

Tore: 50
Stand nach dem ersten Lauf:

1. Hanni Wenzel 1:14,33; 2. Irene Epple 1:14,75; 3. Kinshofer 1:15,19; 4. Erika Hess 1:15,27; 5. Serrat 1:15,43; 6. Pelen 1:15,45; 7. Moser-Pröll 1:15,64; 8. Maria Epple 1:16,20; 9. Cooper 1:16,61; 10. Melander (SWE) 1:16,64; weiters: 17. Mösenlechner 1:17,70; 18. Nansoz 1:18,09; 19. Eberle 1:18.18; 21. Sölkner 1:18,30; 26. Petra Wenzel 1:18,75.
2. Lauf: 21. Februar, 11:00 Uhr

Piste: „Truway“

Start: 876 m, Ziel: 512 m

Höhendifferenz: 364 m

Tore: 59
Reihung im 2. Lauf:

1. Pelen 1:26,96; 2. Serrat 1:26,99; 3. Hanni Wenzel 1:27,33; 4. Irene Epple 1:27,37; 5. Kinshofer 1:27,44; 6. Moser-Pröll 1:27,55; 7. Cooper 1:28,10; 8. Giordani 1:28,55; 9. Kreiner 1:28,56; 10. Eberle 1:29,24; 11. Maria Epple 1:29,36: weiters 14. Nelson 1:29,90; 16. Nansoz 1:30,11; 17. Petra Wenzel 1:30,28
Olympiasiegerin 1976: Kathy Kreiner (CAN) – Karriere beendet / Weltmeisterin 1978: Maria Epple (FRG)
47 Teilnehmerinnen, davon 35 in der Wertung. Ausgeschieden u. a.: Wanda Bieler (ITA), Ursula Konzett (LIE), Tamara McKinney (USA), Regina Sackl (AUT), Marie-Theres Nadig (SUI) (alle im 1. Lauf); Erika Hess (SUI), Regine Mösenlechner (FRG), Maria Rosa Quario, Daniela Zini (beide ITA) (alle im 2. Lauf) – zum 2. Lauf nicht angetreten: Lea Sölkner (AUT)
Wenzel mit vier Siegen und einem 5. Platz (damit 111 Zähler in der Weltcuprangliste) war die klare Favoritin; Pelen lag mit 86 Zählern auf Rang 2 vor Hess (70). Irene Epple war mit 34 Punkten (gleichauf wie Moser-Pröll) hinter Giordani (36) platziert.

Bereits nach dem ersten Lauf hatten die Läuferinnen ab zumindest Rang 5 keine Chance mehr auf Gold. Durch Stürze waren bereits u. a. Nadig und Sackl (beide an derselben Stelle) sowie McKinney, Zini und Konzett ausgeschieden. Auffallend im zweiten Lauf war der Kampf um die Bronzemedaille, wobei im knappen französischen Duell Perinne Pelen contra Fabienne Serrat, nach nur 2/100 Sekunden zugunsten Serrats nach Lauf eins, nun Pelen um 3/100 Sekunden schneller war und damit für sie 0,01 s den Ausschlag gaben. (Ein derart enges Duell in den Medaillenrängen war 1972 im Kampf um Gold im Damenslalom zu verzeichnen gewesen.) Für Moser-Pröll wäre eventuell auch die Bronzemedaille zu erreichen gewesen (bei der Zwischenzeit war sie in diesem Lauf an zweiter Stelle gewesen), doch – wie schon im ersten Lauf – fiel sie im unteren (flachen) Streckenteil zurück. Wegen ihrer Erkrankung trat Lea Sölkner zum zweiten Lauf nicht an.

### Slalom
| Platz | Land | Sportlerin            | Zeit (min) |
| ----- | ---- | --------------------- | ---------- |
| 1     | LIE  | Hanni Wenzel          | 1:25,09    |
| 2     | FRG  | Christa Kinshofer     | 1:26,50    |
| 3     | SUI  | Erika Hess            | 1:27,89    |
| 4     | ITA  | Maria Rosa Quario     | 1:27,92    |
| 5     | ITA  | Claudia Giordani      | 1:29,12    |
| 6     | URS  | Nadeschda Patrakejewa | 1:29,20    |
| 7     | ITA  | Daniela Zini          | 1:29,22    |
| 8     | USA  | Christin Cooper       | 1:29,28    |
| 9     | SWE  | Ann Melander          | 1:29,82    |
| 10    | ITA  | Wilma Gatta           | 1:29,94    |
|       |      |                       |            |
| 13    | AUT  | Ingrid Eberle         | 1:31,71    |
| 14    | LIE  | Petra Wenzel          | 1:33,34    |

Spezifizierung der Top Ten:

01 Hanni Wenzel 42,50/42,59

02 Kinshofer 42,74/43,76

03 Erika Hess 43,50/44,39

04 Quario 43,63/44,29

05 Giordani 44,42/44,70

06 Patrakejewa 43,42/45,78

07 Zini 45,08/44,14

08 Cooper 44,23/45,05

09 Ann Melander(SWE) 89,82 – 44,51/45,31

10 Wilma Gatta (ITA) 89,94 – 44,46/45,48
Weitere wichtige Läuferinnen bzw. Beste ihrer Nationen:

11. Cindy Nelson (USA) 90,95 – 44,96/45,89

13. Eberle 91,71 – 93,34 – 45,21/46,50

14. Petra Wenzel 47,47/45,87

15. Kathy Kreiner (CAN) 94,78 – 48,06/46,72

16. Valentina Iliffe (GBR) 98,56 – 48,88/49,68 +13,47
Datum: 23. Februar, 10:00 Uhr

Start: 845 m, Ziel: 667 m

Höhendifferenz: 178 m, Streckenlänge: 465 m

Tore: 52 (1. Lauf), 53 (2. Lauf)
Rangliste erster Lauf:

1. Hanni Wenzel 42,50; 2. Kinshofer 42,74; 3. Patrakejewa 43,42; 4. Pelen 43,46; 5. Hess 43,50; 6. Quario 43,63; 7. Cooper 44,23; 8. Serrat 44,40; 9. Giordani 44,42; 10. Wilma Gatta 44,46; 11. Ann Melander 44,51; 12. Nelson 44,96; 13. Zini 45,08; 14. Abbi Fisher 45,10; 15. Irene Epple 45,14; 16. Eberle 45,21; 17. Nansoz 45,52; weiters 19. Petra Wenzel 47,47; 20. Kreiner 48,06 – für den zweiten Lauf waren nur mehr 25 Läuferinnen am Start
Rangliste zweiter Lauf:

1. Hanni Wenzel 42,59; 2. Kinshofer 43,76; 3. Zini 44,14; 4. Quario 44,29; 5. Hess 44,39; 6. Giordani 44,70; 7. Cooper 45,05; 8. Melander 45,31; 9. Åsa Svedmark (SWE) 45,45; 10. Gatta 45,48; 11. Patrakejewa 45,78; 12. Petra Wenzel 45,87; 13. Nelson 45,89; 14. Eberle 46,50; 15. Kreiner 46,72
Olympiasiegerin 1976: Rosi Mittermaier (FRG) – Karriere beendet / Weltmeisterin 1978: Lea Sölkner (AUT)
47 Teilnehmerinnen, davon 19 in der Wertung. Ausgeschieden u. a.: Marie-Theres Nadig (SUI), Regina Sackl, Lea Sölkner, Annemarie Moser-Pröll (alle AUT), Pamela Behr, Regine Mösenlechner (beide FRG), Ursula Konzett (LIE), Torill Fjeldstad (NOR), Jana Gantnerová (TCH/ČSSR), Anne-Flore Rey (FRA), Tamara McKinney (USA) (alle im 1. Lauf); Perrine Pelen, Fabienne Serrat (beide FRA), Irene Epple (FRG), Abigail Fisher (USA) (alle im 2. Lauf).
Als Favoritinnen galten die bisherigen Saisonsiegerinnen Perinne Pelen (110 Punkte) und Hanni Wenzel (82 – Letztere war allerdings Dritte in der Wertung hinter Moser-Pröll mit 83), doch angesichts der Überraschungen standen auch Erika Hess (mit 37 Punkten auf Rang 6), Fabienne Serrat und Claudia Giordani im Focus. Von Seiten der ÖSV-Damen war nur von Moser-Pröll (auf Grund deren Rang 3 in der Zwischenplatzierung) mehr erwartet worden; Regina Sackl war in keinem der Saisonslaloms in den ersten Sechs gewesen, Lea Sölkner hatte gerade erst eine fiebrige Erkältung überstanden und bei Ingrid Eberle musste deren Ziel einer Kombinationsmedaille einkalkuliert werden. Der zweite Lauf spitzte sich hinsichtlich Gold zu einem Duell Wenzel gegen die eigentlich als Riesenslalomspezialistin bekannte Kinshofer zu. Die Deutsche hatte die Ränge 10 in Bad Gastein und Maribor sowie 11 in St. Gervais (17 Zähler) verzeichnet. Von Pelen war ein Großangriff auf die überraschend an dritter Stelle liegende Patrakejewa erwartet worden; Pelen stürzte aber, und da auch die URS-Läuferin eine zu fehlerhafte Darbietung zeigte, war der Weg für Hess frei. Von den Österreicherinnen kam nur Eberle ins Klassement, alle übrigen schieden schon nach dem ersten Lauf durch Sturz aus.

## Weltmeisterschaften

### Kombination (Männer)
| Platz | Land | Sportler                  | Punkte |
| ----- | ---- | ------------------------- | ------ |
| 1     | USA  | Phil Mahre                | 045,53 |
| 2     | LIE  | Andreas Wenzel            | 060,15 |
| 3     | AUT  | Leonhard Stock            | 076,33 |
| 4     | TCH  | Bohumír Zeman             | 081,57 |
| 5     | ESP  | Francisco Fernández Ochoa | 118,37 |
| 6     | AUS  | Antony Guss               | 259,15 |

Weltmeister 1978: Andreas Wenzel (LIE)
Für den Kombinationsbewerb wurden keine Olympiamedaillen vergeben, sondern nur WM-Medaillen. Die Positionen wurden nach einem Punktesystem aus den Ergebnissen der Abfahrt, des Riesenslaloms und des Slaloms ermittelt.

### Kombination (Frauen)
| Platz | Land | Sportlerin       | Punkte |
| ----- | ---- | ---------------- | ------ |
| 1     | LIE  | Hanni Wenzel     | 005,57 |
| 2     | USA  | Cindy Nelson     | 095,04 |
| 3     | AUT  | Ingrid Eberle    | 102,40 |
| 4     | CAN  | Kathy Kreiner    | 119,46 |
| 5     | LIE  | Petra Wenzel     | 145,73 |
| 6     | GBR  | Valentina Iliffe | 254,96 |

Weltmeisterin 1978: Annemarie Moser-Pröll (AUT)
Für den Kombinationsbewerb wurden keine Olympiamedaillen vergeben, sondern nur WM-Medaillen. Die Positionen wurden nach einem Punktesystem aus den Ergebnissen der Abfahrt, des Riesenslaloms und des Slaloms ermittelt.